# Automeris jivaros
Automeris jivaros är en fjärilsart som beskrevs av Paul Dognin 1891. Automeris jivaros ingår i släktet Automeris och familjen påfågelsspinnare. Inga underarter finns listade i Catalogue of Life.